# 교통량

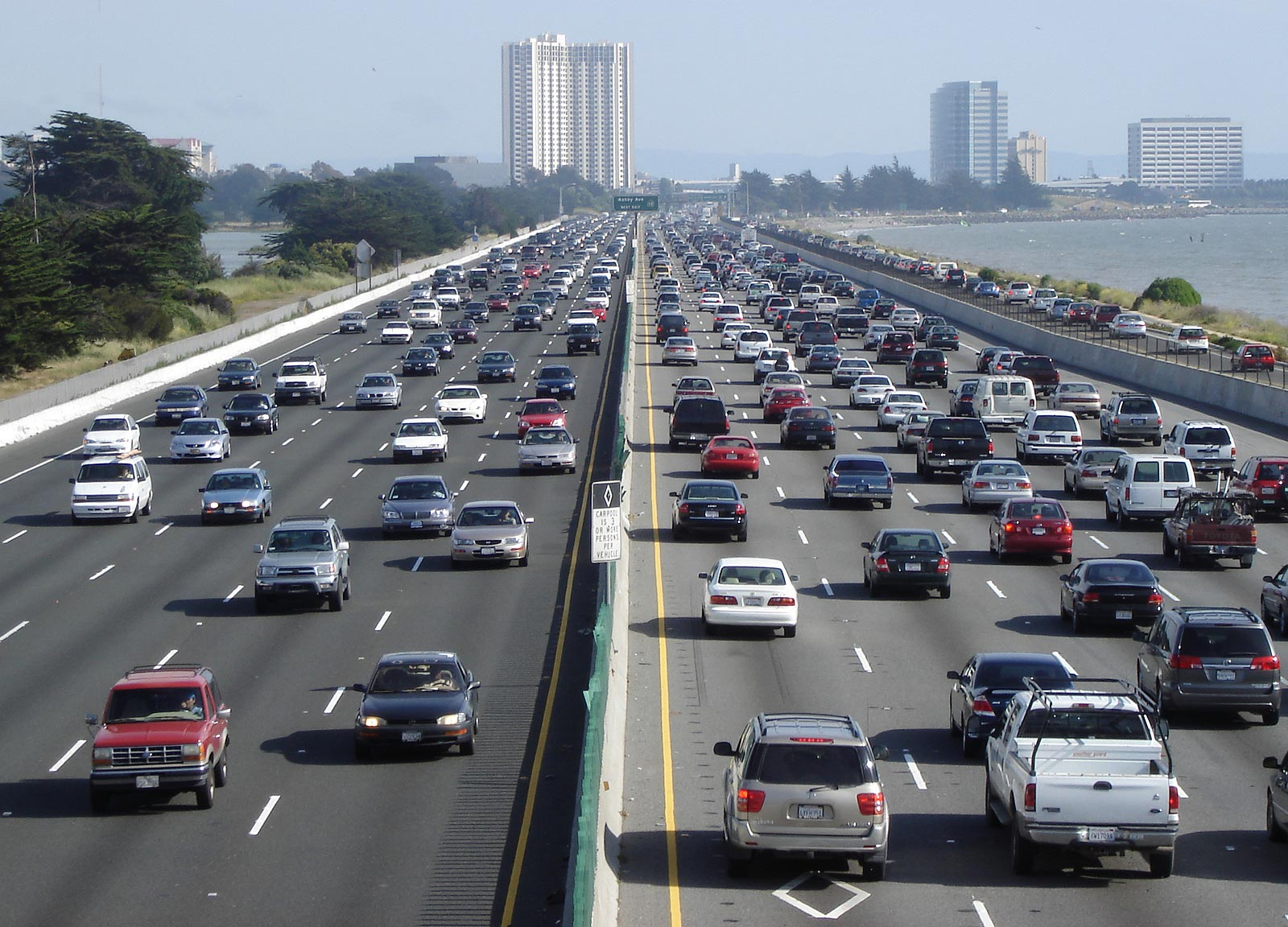

교통량(交通量)은 일정 거리를 일정 시간에 얼마나 많은 차나 사람이 이동하는지를 나타내는 수치이다. 교통 사고, 러시아워, 쇼핑 센터 등 대형 시설의 신설, 공휴일 등의 요인은 교통량에 큰 영향을 끼친다.

## 교통규칙
도시내의 교통혼잡의 격화에 대응하여 교통규칙은 차츰 강화되고 있다. 첫째로 교통의 흐름을 원활히 하기 위하여 일방통행·좌회전 금지·노상주차의 금지 등이 행해지고 있다. 둘째는 이상과 같은 조치에 의해서도 교통이 마비될 것 같으면 교통량 자체를 억제할 수 밖에 없게 된다. 차종별 교통규칙에서 대형차의 통행을 금지하고 있는 것은 그러한 조치 가운데 하나이다. 마비상태가 심하면 승용차 자체의 수도 억제하지 않으면 안되게 된다. 그러나 이것을 용도별로 규제하기란 불가능에 가깝고 가능한 방법이라면 전면금지, 아니면 주차료의 인상 등에 의하여 경제적 부담을 과하는 방법 외에는 없을 것으로 보인다. 현재 서울의 경우, 도심지대에 한하여 주간에는 트럭의 운행을 제한하고 있으나, 화물의 발착을 야간으로 돌리게 되어 도시활동에 많은 불편을 초래하고 있다.

## 같이 보기
- 항공 교통 관제
- 유도된 수요
- 명백한 회피 기회 원칙
- 주차장 건물
- 교통안전
- 신호등
- 교통심리학
- 분류:도로 교통 관련 법규